# Lijst van spelers van SSC Napoli
Deze lijst omvat de voetballers die bij SSC Napoli spelen of hebben gespeeld.

### Argentinië
- Roberto Ayala
- Gonzalo Higuaín
- Federico Fernández
- Ezequiel Lavezzi
- Diego Maradona
- Omar Sívori
- Guillermo Stábile

### België
- Bertrand Crasson
- Omar El Kaddouri
- Dries Mertens

### Brazilië
- José Altafini
- André Cruz
- Edmundo
- Angelo Benedicto Sormani
- Careca

### Colombia
- Freddy Rincón

### Frankrijk
- Laurent Blanc
- Alain Boghossian

### Georgië
- Chvitsja Kvaratschelia

### Italië
- Salvatore Bagni
- Mauro Bellugi
- Fabio Cannavaro
- Paolo Di Canio
- Bruno Giordano
- Ciro Ferrara
- Sebastiano Nela
- Massimo Oddo
- Giuseppe Savoldi
- Andrea Silenzi
- Dino Zoff
- Gianfranco Zola
- Andrea Carnevale

### Kroatië
- Josip Radošević
- Ivan Strinić

### Mexico
- Hirving Lozano

### Nederland
- Jonathan de Guzman
- Ruud Krol

### Nigeria
- Victor Osimhen

### Noord-Macedonië
- Goran Pandev

### Slowakije
- Marek Hamšík
- Bas Dost

### Spanje
- José María Callejón
- Michu

### Tsjechië
- Marek Jankulovski

### Uruguay
- Edinson Cavani
- Daniel Fonseca

### Zweden
- Kurt Hamrin
- Hasse Jeppson
- Jonas Thern